# Bemalambdidae
De Bemalambdidae zijn een familie van uitgestorven zoogdieren behorend tot de Pantodonta die tijdens het Paleoceen in oostelijk Azië leefden. 
De familie omvat de twee geslachten Bemalambda en Hypsilolambda.